# Lugowoje (Kaliningrad, Krasnosnamensk)
Lugowoje (russisch Луговое, deutsch Blumenthal) ist ein verlassener Ort im Rajon Krasnosnamensk der russischen Oblast Kaliningrad.
Die Ortsstelle befindet sich vier Kilometer westlich von Saratowskoje (Groß Schorellen/Adlerswalde). Vor 1945 gab es auf dem Gebiet der Gemeinde Blumenthal den Haltepunkt Dro(s)zwalde an der Bahnstrecke Tilsit–Stallupönen.

## Geschichte

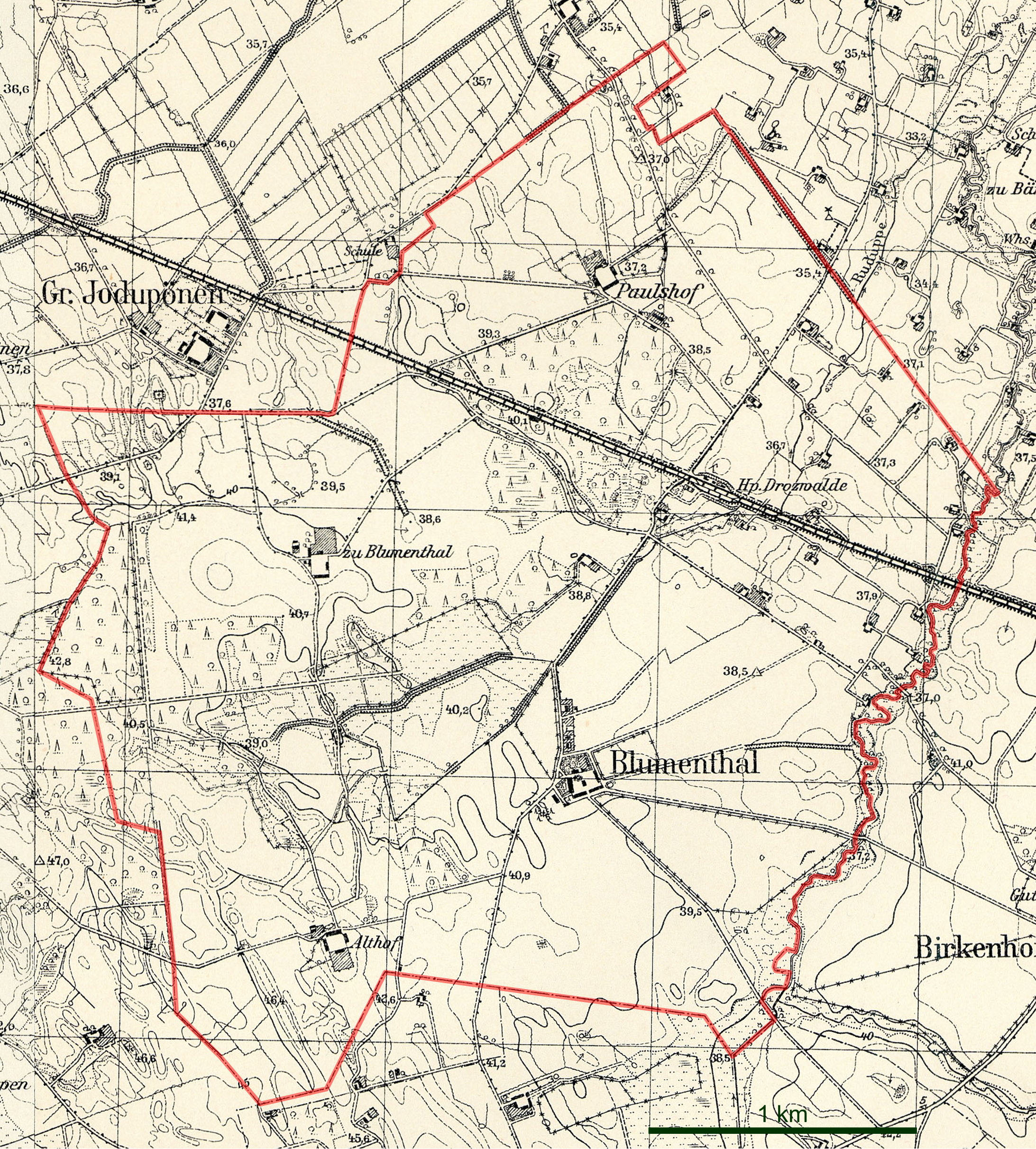
Die Gemeinde Blumenthal auf einem Messtischblatt von 1937

Blumenthal ist auf der Schrötterkarte von 1802 eingezeichnet. Um 1820 war Blumenthal ein erbfreies Dorf mit 107 Einwohnern. 1874 wurde die Landgemeinde Blumenthal dem neu gebildeten Amtsbezirk Baltruschelen im Kreis Pillkallen zugeordnet. 1922 wurde sie in den Amtsbezirk Schmilgen umgegliedert. 1928 wurden aus dem aufgelösten Gutsbezirk Drozwalde der Paulshof (s. u.) und vier Abbaue übernommen.
1945 kam der Ort in Folge des Zweiten Weltkrieges mit dem nördlichen Ostpreußen zur Sowjetunion. 1947 erhielt er den russischen Namen Lugowoje und wurde gleichzeitig dem Dorfsowjet Tolstowski selski Sowet im Rajon Krasnosnamensk zugeordnet. Später gelangte der Ort in den Dobrowolski selski Sowet. Lugowoje wurde vor 1988 aus dem Ortsregister gestrichen.

### Einwohnerentwicklung
| Jahr | Einwohner | Bemerkungen                                     |
| ---- | --------- | ----------------------------------------------- |
| 1867 | 181       |                                                 |
| 1871 | 154       |                                                 |
| 1885 | 181       |                                                 |
| 1905 | 201       |                                                 |
| 1910 | 173       |                                                 |
| 1933 | 260       | Mit den eingemeindeten Anwesen (u. a. Paulshof) |
| 1939 | 248       |                                                 |

### Paulshof / Sussanino
Der Paulshof gehörte spätestens seit den 1870er Jahren zum Gutsbezirk Drozwalde. 1928 wurde er in die Landgemeinde Blumenthal umgemeindet.
Auch Paulshof kam 1945 zur Sowjetunion. 1950 erhielt er als eigenständiger Ort den russischen Namen Sussanino und wurde dem Dorfsowjet Tolstowski selski Sowet im Rajon Krasnosnamensk zugeordnet. Später, falls dann noch existent, gelangte er in den Wesnowski selski Sowet. Sussanino wurde vor 1975 aus dem Ortsregister gestrichen.

#### Einwohnerentwicklung
| Jahr | Einwohner |
| ---- | --------- |
| 1871 | 12        |
| 1885 | 34        |
| 1905 | 42        |

## Kirche
Blumenthal und Paulshof gehörten zum evangelischen Kirchspiel Rautenberg.